# Чургау (Клуж)
Чургау (рум. Ciurgău) насеље је у Румунији у округу Клуж у општини Чану Маре. Oпштина се налази на надморској висини од 365 m.

## Становништво
Према подацима из 2002. године у насељу је живело 50 становника, од којих су сви румунске националности.